# خطای نوع اول و دوم
خطاهای نوع اول و دوم دسته‌بندی انواع خطاها در آزمون فرض آماری هستند. دو نوع خطا ممکن است در طی آزمون فرض صفر {\displaystyle {\mathcal {H}}_{0}} در مقابل متمم آن {\displaystyle {\mathcal {H}}_{1}} رخ‌دهد: 

### خطای نوع اول (مثبت کاذب)
فرض صفر درست باشد و آزمون فرض آن را رد کند.

### خطای نوع دوم (منفی کاذب)

نمایش خطاهای نوع اول و دوم در آزمون فرض آماری

فرض صفر درست نباشد و آزمون فرض آن را قبول کند.